# Visvijver

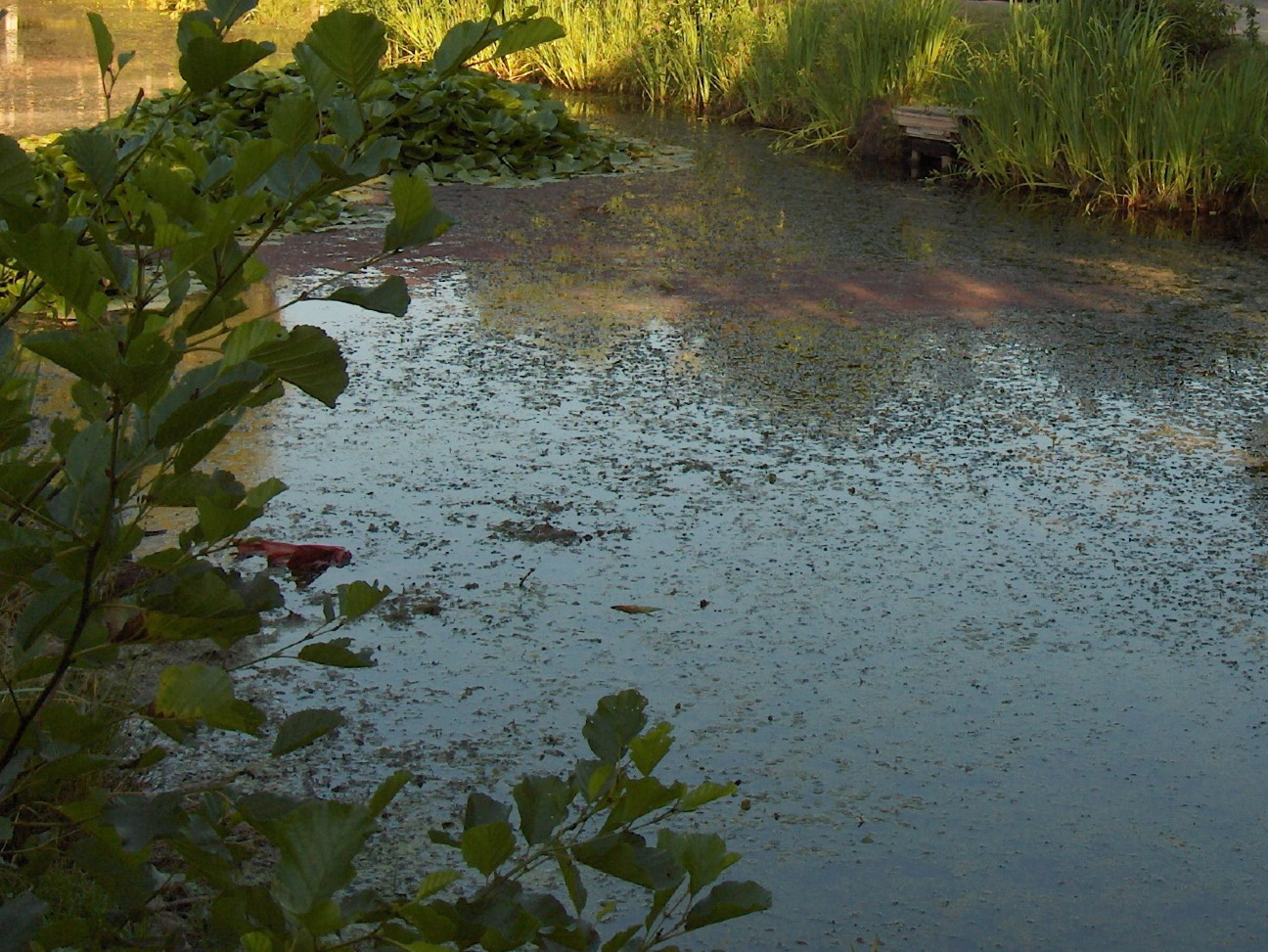
Het viskenij in Onderdendam (dicht begroeid met waterpest)

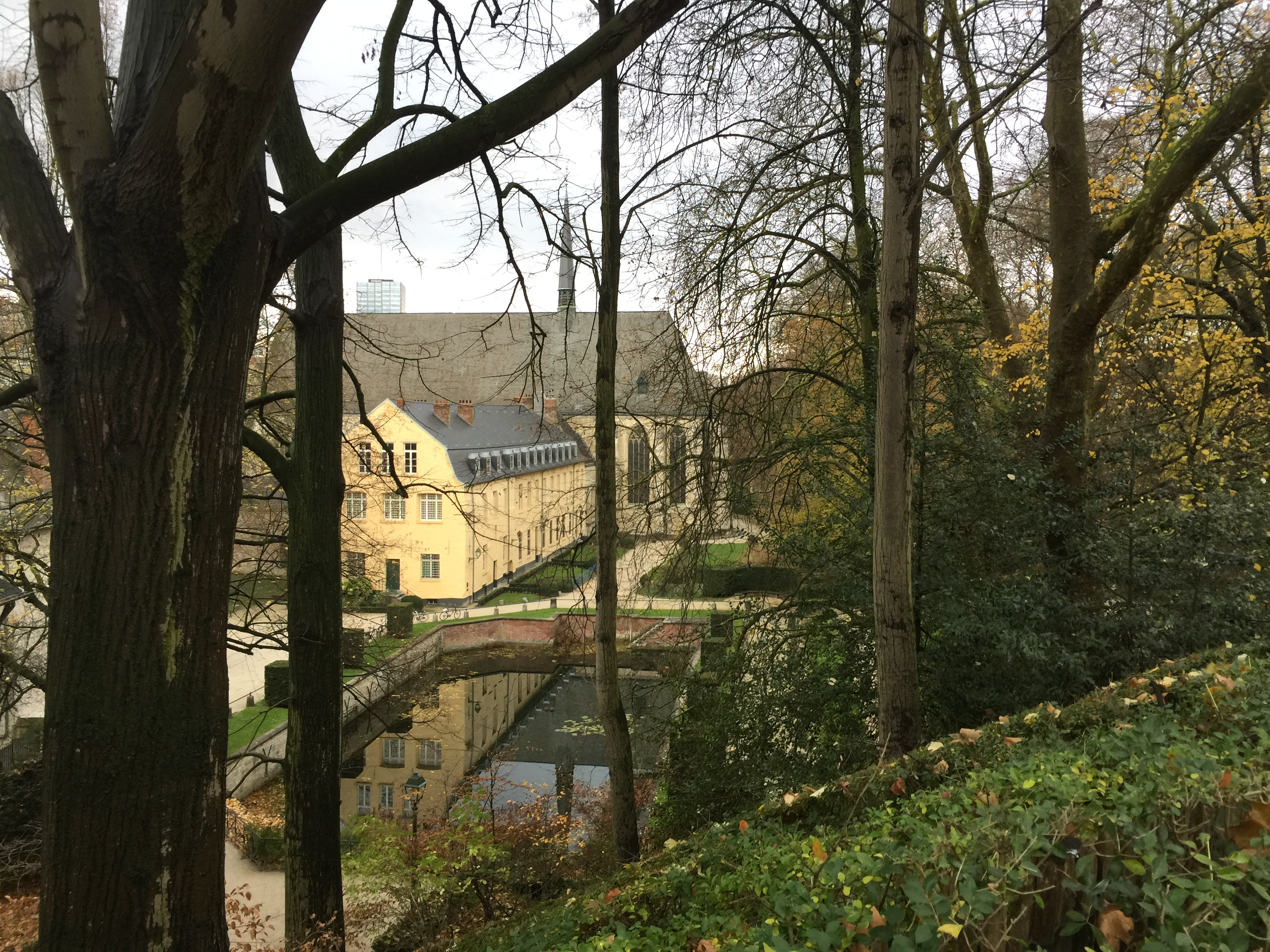
Visvijver van Abdij Ter Kameren in Brussel

Een visvijver is een kweek- en bewaarplek voor levende vissen.

## Geschiedenis
De Romeinen legden visvijvers aan, onder andere voor de productie van garum, een saus van de gefermenteerde ingewanden van de gekweekte vissen. De Romeinse elite liet visvijvers bij hun villa's aanleggen als statussymbool. Varro haalde uit naar deze mode. De Romeinen legden visvijvers aan in de door hen veroverde gebieden. Ons woord vijver is te herleiden op het Latijnse woord vivarium dat verwijst naar levende vis.
In de late Middeleeuwen werden weer volop visvijvers aangelegd. Vis speelde een belangrijke rol op het menu vanwege het verschijnsel bekend als vrijdag-visdag (de vele dagen waarop geen vlees mocht worden gegeten door katholieken). Visvijvers dienden zowel voor de opkweek als het op voorraad houden van verse, levende vis. Dat was nodig en aantrekkelijk omdat herbergiers rekening moesten houden met een wisselend aantal vaak onverwachte gasten. Dikwijls vond (vindt) men zulke vijvers dicht bij een kasteel, een klooster of een herberg. Deze vijvers waren relatief ondiep en de oevers werden kaal gehouden om gemakkelijk met een net te kunnen vissen. Vaak werd er ook voor een gestage stroming gezorgd om stilstaand water te voorkomen.
De populaire gekweekte vissen in de Middeleeuwen waren brasem, snoek en kopvoorn. Later werd de karper uit het Donaubekken, als kweekvis geschikt voor intensieve visteelt, geïntroduceerd.

## Streektaal
- In Groningen zijn deze vijvers bekend onder de naam viskenij.
- In Belgisch Limburg spreekt men van Wijers. In deze provincie heeft men in een groot deel van de beekdalen in sterke mate vergraven en opgestuwd speciaal voor de aanleg van series visvijvers, die soms (zeer) omvangrijke complexen kunnen vormen. Een voorbeeld daarvan vormt het uitgestrekte natuur- en wandelgebied de Platwijers in Zonhoven.
- In Noord-Brabant, Nederlands Limburg en aangrenzende delen van Duitsland kwam dit soort vijvers al vanaf de middeleeuwen talrijk voor, nu nog weinig. Men spreekt in het dialect van wijers, weijers, wiewers, wouwers, of weihers maar thans komen we het woord nog slechts als naam tegen van bijvoorbeeld straten in de buurt van zo'n vijver of in familienamen als van de weijer.